# San Fernando (kanton)
Cantón San Fernando är en kanton i Ecuador.   Den ligger i provinsen Azuay, i den sydvästra delen av landet, 300 km söder om huvudstaden Quito. Antalet invånare är 5 000.